# Srini Devadas
Srini Devadas, auch Srinivas Devadas, (* 1963)  ist ein US-amerikanischer Computeringenieur und Informatiker. Er ist Hochschullehrer am Massachusetts Institute of Technology (MIT).
Devadas wurde 1988 bei Arthur Richard Newton an der University of California, Berkeley, promoviert (Techniques for Optimization-Based Synthesis of Digital Systems).
Er ist seit 1988 an der Fakultät für Elektrotechnik und Informatik (EECS) des MIT und war 2005 bis 2011 deren stellvertretender Leiter (Associate Head) zuständig für Informatik. Devadas ist Edwin Sibley Webster Professor of Electrical Engineering and Computer Science im Csail.
Er befasst sich mit CAD, Computersicherheit und Computerarchitektur. Insbesondere ist er bekannt für die Entwicklung von Prozessoren, die ihre Sicherheitsschlüssel aus den Chip-Hardware-Produktionsdaten erhalten und damit besonders sicher sind, Prozessoren mit sogenannten Physical unclonable functions (PUF). Ein Prototyp, den er mit Kollegen baute, war im Zeitraum von 2002 bis 2004 Aegis. Heute (2016) werden sie zum Beispiel in Fotoapparaten von Canon eingesetzt.
Seine Gruppe entwickelte auch einen Prozessor (Ascend), der ein RAM-Protokoll verwendet (Path Oblivious RAM, Path ORAM), dass es prinzipiell unsicheren Software-Programmen ermöglicht auf verschlüsselte Daten im RAM zuzugreifen ohne deren Sicherheit zu gefährden. Er analysierte auch Intels Hardware-Sicherheitsarchitektur SGX (Software Guard Extensions) und entwarf eine auf den eigenen Erfahrungen mit Aegis und Ascend basierende alternative Architektur (Sanctum).
Er befasst sich auch mit verschiedenen anderen Bereichen der Informatik wie Computational Biology.
2017 erhielt er den W. Wallace McDowell Award. Er ist Fellow des IEEE und der Association for Computing Machinery (ACM). Er erhielt die zwei höchsten Auszeichnungen des MIT für Unterricht von Undergraduates (Everett Moore Baker Teaching Award und MacVicar Faculty Fellow). 2015 erhielt er den ACM/IEEE A. Richard Newton Technical Impact Award in Electronic Design Automation und 2014 den IEEE Computer Society Technical Achievement Award für die Erfindung von Physical Unclonable Functions und sichere Ein-Chip-Prozessorarchitekturen. 2014 erhielt er den Most Influential Paper Award von ASPLOS (ACM Special Interest Group on Programming Languages) für seine Arbeit über Hardware Information Flow Tracking.

## Schriften (Auswahl)
- Herausgeber mit Luis Miguel Silveira, Ricardo Reis: VLSI: systems on a chip, (10th Int. Conf. VLSI, Lissabon 1999), Kluwer 2000
- mit  Abhijit Ghosh, A. Richard Newton: Sequential Logic Testing and Verification, Springer 1992
- mit Pranav Ashar,  A. Richard Newton: Sequential Logic Synthesis, Springer, Kluwer 1992
- mit  Abhijit Ghosh; Kurt Keutzer: Logic Synthesis, McGraw Hill 1994
- Herausgeber mit José Monteiro: Computer-aided design techniques for low power sequential logic circuits, Kluwer 1997
- mit G. Edward Suh, L. Rudolph, Analytical Cache Models with Application to Cache Partitioning, Proceedings of the 15th International Conference on Supercomputing, Juni 2001
- mit B. Gassend, D. Clarke, M. van Dijk: Silicon Physical Random Functions, Proceedings of the Computer and Communication Security Conference, November 2002.
- mit E. Suh, D. Clarke, B. Gassend, M. van Dijk: AEGIS: Architectures for Tamper-Evident and Tamper-Resistant Processing, Proceedings of the 17th International Conference on Supercomputing, Juni 2003.
- mit G. E. Suh,  C. O’Donnell, I. Sachdev: Design and Implementation of the Aegis Secure Processor Using Physical Random Functions, Proceedings of the Internat. Symposium on Computer Architecture, Juni 2005.
- mit E. Stefanov u. a.:   Path ORAM: An Extremely Simple Oblivious RAM Protocol, Proceedings of the 20th Computer and Communication Security Conference (CCS), November 2013.
- mit V. Costan, I. Lebedev: Sanctum: Minimal Hardware Extensions for Strong Software Isolation, Proceedings of the 25th Usenix Security Symposium, August 2016
- mit A. Kwon u. a.: Circuit Fingerprinting Attacks: Passive Deanonymization of Tor Hidden Services, Proceedings of the 24th Usenix Security Symposium, August 2015.
- mit  A. Kwon u. a.: Riffle: An Efficient Communication System with Strong Anonymity, Proceedings of the 16th Privacy Enhancing Technologies Symposium (PETS), Juli 2016.
- Programming for the puzzled : learn to program while solving puzzles, MIT Press 2017